# 원인에 있어서 자유로운 행위
원인에 있어서 자유로운 행위(原因에 있어서 自由로운 行為, 원자행; 原因自由行為; a.l.i.c.;actio libera in causa)란 행위자가 고의 또는 과실로 자기를 심신미약 또는 심신상실의 상태에 빠지게 한 후 이러한 상태에서 범죄를 실행하는 것을 말한다. 이 경우 행위자는 책임이 감경 또는 조각되지 아니하고 행위에 대한 완전한 책임을 부담하게 된다. 대한민국에서는 형법 제10조 제3항에서 규정하고 있다.

## 예
살인을 결심한 자가 용기를 얻기 위하여 음주대취한 후 명정상태에서 범행을 저지른 경우(고의), 운전을 해야 한다는 것을 생각하지 않고 음주하여 대취한 상태에서 운전하다가 사고를 낸 경우(과실).
원인에 있어서 자유로운 행위이론은 행위와 책임의 동시존재의 원칙을 고집할 경우에 발생하게 되는 형사처벌의 흠결을 보완하기 위하여 안출된 이론이다.

## 유형

### 고의에 의한 원인에 있어서 자유로운 행위
고의에 의한 원인에 있어서 자유로운 행위란 행위자가 이미 심신장애상태에서 행할 범죄에 대한 고의를 가지고 자신의 심신장애상태를 의도적으로 야기한 후 그 상태하에서 의도했던 범죄를 실행한 경우이다.
예 : 사람을 상해할 의사로 음주한 후 명정상태에서 이를 행한 경우(작위범), 전철수가 기차를 충돌시킬 의도로 음주 후 잠을 잠으로써 기차가 충돌하여 사고가 발생한 경우(부작위범).
이 경우에는 실현된 결과에 대해서 고의범의 책임을 진다(완전책임의 고의범).

### 과실에 의한 원인에 있어서 자유로운 행위
과실에 의한 원인에 있어서 자유로운 행위로 인정이 된다. 행위자가 고의 또는 과실로 심신장애상태를 야기하고 그때 심신장애상태하에서의 특정한 과실범 구성요건을 실현할 것을 예견할 수 있었거나, 과실로 심신장애상태를 야기하고 그때 심신장애상태에서 행할 범죄에 대한 고의가 있었던 경우를 말한다.
이 경우에는 실현된 결과에 대해서 과실범의 책임을 진다(완전책임의 과실범).
예 : 만취하면 난폭한 행위를 하는 위험한 소질을 가진 자가 음주만취한 상태에서 술집 여종업원을 칼로 찔러 살해한 경우 = 과실치사죄(일본판례)

## 참고 문헌

### 학위논문
- 박시욱. "원인에 있어서 자유로운 행위에 관한 연구." 국내석사학위논문 東國大學校 大學院, 2014. 서울
- 김태수. "원인에 있어서 자유로운 행위에 관한 연구." 국내석사학위논문 중앙대학교 대학원, 2002. 서울
- 허호. "원인에 있어서 자유로운 행위." 국내석사학위논문 전남대학교 대학원, 2010. 광주
- 김선광. "원인에 있어서 자유로운 행위의 유형론에 관한 연구." 국내석사학위논문 중앙대학교 대학원, 2016. 서울
- 손지선. "원인에 있어서 자유로운 행위에 관한 연구." 국내박사학위논문 이화여자대학교 대학원, 2008. 서울
- 박승민. "원인에 있어서 자유로운 행위." 국내석사학위논문 대구가톨릭대학교 대학원, 2007. 경상북도
- 최충단. "원인에 있어서 자유로운 행위." 국내석사학위논문 고려대학교 대학원, 2008. 서울
- 김민수. "원인에 있어서 자유로운 행위에 관한 연구." 국내석사학위논문 창원대학교, 2013. 경상남도
- 김진선. "원인에 있어서 자유로운 행위." 국내석사학위논문 한양대학교 대학원, 2005. 서울
- 이상문. "원인에 있어서 자유로운 행위." 국내석사학위논문 서울대학교 대학원, 1998. 서울
- 한훈희. "원인에 있어서 자유로운 행위." 국내석사학위논문 한양대학교 행정대학원, 2006. 서울
- 한상훈. "原因에 있어서 自由로운 行僞와 責任歸屬에 관한 硏究." 국내박사학위논문 서울大學校 大學院, 2000. 서울
- 한현주. "原因에 있어서 自由로운 行爲." 국내석사학위논문 서울大學校大學院, 1961. 서울
- 洪太錫. "原因에 있어서 自由로운 行爲." 국내석사학위논문 원광대학교 대학원, 2001. 전북특별자치도
- 지호남. "原因에 있어서 自由로운 行爲에 관한 硏究." 국내석사학위논문 光州女子大學校, 2011. 광주
- 임화영. "原因에 있어서 自由로운 行爲의 類型과 可罰性 根據 小考." 국내석사학위논문 誠信女子大學校 大學院, 2004. 서울
- 김형균. "原因에 있어서 自由로운 行爲에 관한 硏究." 국내석사학위논문 漢陽大學校 大學院, 2003. 서울
- 이종언. "原因에 있어서 自由로운 行爲에 대한 硏究." 국내석사학위논문 慶星大學校 大學院, 1990. 부산

### 학술논문
- 류전철(Ryu  Chen-Chel). "과실의 원인에 있어서 자유로운 행위와 과실범의 구별." 법학논총 35.2 (2015): 65-87.
- 권창국 ( Chang Kook Kwon ). "원인에 있어서 자유로운 행위의 재 고찰." 社會科學論叢 27.2 (2012): 29-40.
- 권창국. "원인에 있어서 자유로운 행위의 재 고찰." 한국중독범죄학회보 1.2 (2011): 1-12.
- 이정원. "원인에 있어서 자유로운 행위(actio libera in causa)의 제문제." 慶南法學 9.- (1993): 133-147.
- 송희식. "원인에 있어서 자유로운 행위, 명정, 책임." 법학논집 20.4 (2016): 255-285.
- 이창섭. "원인에 있어서 자유로운 행위의 해석론에 대한 비판적 고찰 - 유기천 교수의 관점을 재음미(再吟味)하며 -." 형사정책 30.3 (2018): 145-176.
- 손지선. "위험운전치사상죄의 형법입법을 위한 제안 - 결과범의 원인에 있어서 자유로운 행위론의 적용 -." 형사법연구 29.1 (2017): 35-65.
- 김준혁(Kim  Joon-Hyuk). "원인에 있어서 자유로운 행위와 형법 제10조 제3항." 한양법학 26.4 (2015): 189-209.
- 이정원. "원인에 있어서 자유로운 행위 (actio libera in causa）의 제문제." 慶南法學 9.- (1994): 133-147.
- 손지선(Son Jee-Seon). "원인에 있어서 자유로운 행위의 유형론." 형사법연구 20.2 (2008): 3-22.
- 김재현 ( Jae Hyun Kim ). "원인에 있어서 자유로운 행위에 관한 몇 가지 문제점." 서울대학교 법학 53.2 (2012): 319-349.
- 송희식 ( Song Hee Sik ). "원인에 있어서 자유로운 행위와 불법모델." 고려법학 0.82 (2016): 213-261.
- 安元河(Ahn Won-Ha). "원인에 있어서 자유로운 행위." 법학연구 38.1 (1997): 165-183.
- 손지선. "원인에 있어서 자유로운 행위에 관한 연구." 법학논집 12.2 (2008): 260-272.
- 임상규(Im  Sang-Gyu). "‘원인에 있어서 자유로운 행위’의 처벌맥락." 형사법연구 21.3 (2009): 161-184.
- 이정훈 ( Jung Hoon Lee ). "주취운전의 형사책임 -원인에 있어서 자유로운 행위를 중심으로-." 경찰법연구 7.2 (2009): 60-91.
- 한정환(Han Jung-Hwan). "형법 제10조 제3항과 ‘원인에 있어서 자유로운 행위’." 형사법연구 25.- (2006): 139-162.
- 한상훈. "특가법 제5조의 3 도주운전죄과 원인에 있어서 자유로운 행위 - 대상판례: 대법원 1992.7.28. 선고 92도 999판결." 형사정책연구 43.- (2000): 61-89.
- 이인규. "원인에 있어서 자유로운 행위." 성균관법학 16.3 (2004): 393-418.
- 申東逸(Syn Dong-Yiel). "原因에 있어서 자유로운 ‘行爲’." 형사정책연구 36.- (1998): 185-203.
- 이인규(Lee In-Gyu). "原因에 있어서 자유로운 行爲 - 제10조 제3항의 해석론(요건과 효과)을 중심으로 -." 성균관법학 16.2 (2004): 393-418.
- 韓尙勳. "원인에 있어서 자유로운 행위의 연혁과 최근독일의 논의상황." 법학논총 15.- (2003): 153-180.
- 김형준(Hyung Joon Kim). "음주운전교통사고와 원인에 있어서 자유로운 행위." 중앙법학 -.3 (2001): 157-173.
- 趙相濟. "過失의 原因에 있어서 자유로운 行爲." 刑事判例硏究 4.- (1996): 56-73.
- 김성돈. "도주운전죄와 원인에 있어서 자유로운 행위." 刑事判例硏究 12.- (2004): 1-32.
- 이은모 ( Eun Mo Lee ). "원인(原因)에 있어서 자유로운 행위." 법학논총 13.- (1996): 119-132.
- 吳英根(Oh Young-Keun). "原因에 있어서 自由로운 行爲와 그 類型." 강원법학 14.- (2001): 257-274.
- 吳英根(Oh Young-Keun). "原因에 있어서 自由로운 行爲와 그 類型." 형사정책연구 38.- (1999): 75-92.
- 李用植. "原因에 있어서 自由로운 行爲." 서강법학 3.- (2001): 209-247.
- 박현준. "과실의 原因에 있어서 自由로운 行爲의 可罰性." 論文集 15.- (2002): 57-72.
- 韓尙勳. "故意의 原因에 있어서 自由로운 行爲." 刑事判例硏究 10.- (2002): 137-171.
- 金成敦(Kim Seong-Don). "犯罪體系論的 관점에서 본 “原因에 있어서 自由로운 行爲”." 저스티스 -.75 (2003): 101-123.
- 洪太錫. "原因에 있어서 自由로운 行爲의 可罰性의 根據." 원광법학 17.- (2000): 229-250.
- 洪太錫. "原因에 있어서 自由로운 行爲의 可罰性의 根據." 法學硏究 17.- (2000): 229-250.

## 같이 보기
- 완전명정죄(Vollrausch)